# Myrcia reticulosa
Myrcia reticulosa là một loài thực vật có hoa trong Họ Đào kim nương. Loài này được Miq. mô tả khoa học đầu tiên năm 1850.